# Prince Jazzbo
Prince Jazzbo est un deejay et producteur jamaïcain de reggae, né Linval Carter le 3 septembre 1951 à Clarendon, en Jamaïque et décédé le 11 septembre 2013 des suites d'un cancer du poumon.
Il a commencé sa carrière au début des années 1970 au Studio One de Coxsone Dodd puis a collaboré avec Bunny Lee et Lee Perry.

## Biographie
Né dans la paroisse de Clarendon en Jamaïque et élevé à Kingston, Linval Roy Carter (qui deviendra plus tard connu sous le nom de Prince Jazzbo) a commencé sa carrière avec des systèmes de sonorisation tels que The Whip in Spanish Town. Il a commencé l' enregistrement avec Coxsone Dodd de Studio One étiquette au début des années 1970 sous le nom de Prince Jazzbo, et a également enregistré pour Brown Glen et Lee «Scratch» Perry. Il a continué à travailler sur ses propres versions avec Bunny Lee, la production aussi bien en collaboration avec de nombreux artistes commechanteur et producteur pour des labels dont le sien, Ujama. L'album produit par Perry, Super Ape, met en vedette Jazzbo portant le slogan "Croaking Lizard". Jazzbo et son compatriote grille - pain I-Roy avait un bien rapporté, mais amicale et mutuellement bénéfique record affrontement en 1975, y compris les coupes «Droit à la tête de jazzbo» de I-Roy et la cornue, «Droit à la tête de I-Roy» de Prince Jazzbo. 
Les premières œuvres de Prince Jazzbo avec Clement "Coxsone" Dodd au Studio One ont produit plusieurs succès en 1972-1974, notamment "School", "Fool For Love" et "Imperial I". Son premier succès en 1972 avec Coxsone était cependant une version du "Skylarking" de Horace Andy, qu'il a retravaillé sous le nom de "Crabwalking". Il a dirigé le label Ujama pendant de nombreuses années. Sa dernière chanson est  'All Haffi Bow' enregistrée le 6 septembre 2013 sur le label AIRPUFF autour du riddim Ujama.

## Discographie
- 1976 - Ital Corner (Clocktower)
- 1976 - Natty Passing Thru (Black Wax UK)
- 1993 - Step Forward (Ujama)
- 1996 - Choice of Version (Studio One)
- 1999 - In the 70's (Carter Music)
- 2000 - Mr Funny (Pressure Sounds)
- 2003 - Pepper Rock (Studio One)